# Box Car Racer
Box Car Racer fue una banda estadounidense de pop punk formada en 2001 por Tom DeLonge como proyecto alternativo a Blink-182. La banda se influenció por Jawbox, Quicksand, Fugazi y Refused, según DeLonge.

## Historia

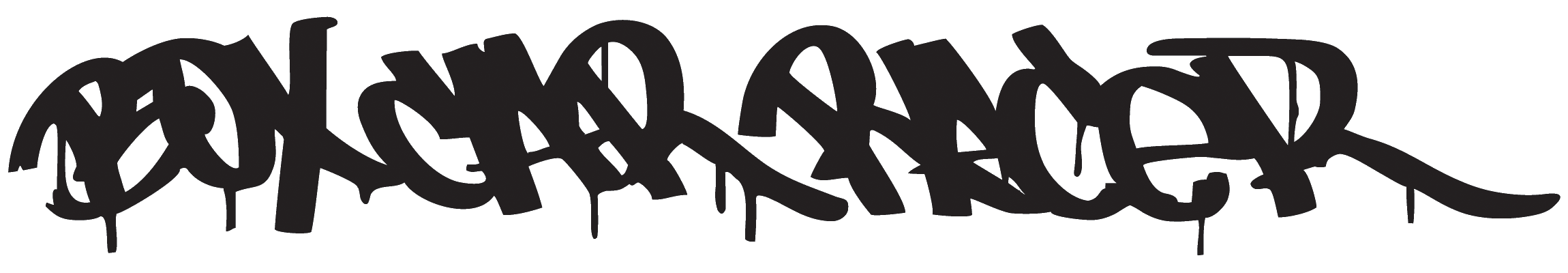
Logotipo de Box Car Racer.

El grupo comenzó a grabar a finales del 2001. Con esta banda Tom intentaba realizar un trabajo más maduro que el que estaba acostumbrado a hacer con Blink-182. La banda estaba formada por Tom Delonge, David Kennedy, Anthony Celestino y Travis Barker.
De su primer y único álbum Box Car Racer, se publicaron dos singles There is y I feel so, realizaron también una pequeña gira.
En 2003, la banda recibió dos nominaciones a los California Music Awards al Mejor álbum de música alternativa y Mejor álbum punk.
Se considera a Box Car Racer, como el detonante de la posterior ruptura de Blink, según el propio DeLonge: "Mark no se lo tomó nada bien. Yo no tenía intención en hacer Box Car una prioridad, pero fue algo que le dolió realmente, no lo entendía. Travis y yo no podíamos hablar nunca con Mark, no eramos los amigos que habíamos sido".

## Miembros

### Última formación
- Tom DeLonge: voces, guitarra rítmica, bajo (2001—2003)
- Travis Barker: batería, percusión, teclados, piano (2001—2003)
- David Kennedy: guitarra principal (2001—2003)
- Anthony Celestino: Bajo (2002—2003

## Discografía
| Año  | Título                                                                                                  | Chart | Chart | Chart | Chart | Chart | Chart | Certificaciones |
| Año  | Título                                                                                                  | US    | AUS   | CAN   | GER   | IRL   | UK    | Certificaciones |
| ---- | --- | ----- | ----- | ----- | ----- | ----- | ----- | --------------- |
| 2002 | Box Car Racer - Lanzamiento: 21 de mayo de 2002 - Casa discográfica: MCA Records - Formatos: CD, vinilo | 12    | 30    | 7     | 89    | 49    | 27    | - CAN: Oro      |

### Sencillos
| Año                                     | Título      | Lista   | Lista        | Lista | Álbum         |
| Año                                     | Título      | EE. UU. | EE. UU. Alt. | R.U.  | Álbum         |
| --------------------------------------- | ----------- | ------- | ------------ | ----- | ------------- |
| 2002                                    | "I Feel So" | 120     | 8            | 41    | Box Car Racer |
| 2002                                    | "There Is"  | —       | 32           | —     | Box Car Racer |
| "—" significa que no entró en la lista. |             |         |              |       |               |

## Videografía
DVD
| Año  | Título        | Casa discográfica |
| ---- | ------------- | ----------------- |
| 2002 | Box Car Racer | MCA Records       |

Videos musicales
| Año  | Título    | Director                |
| ---- | --------- | ----------------------- |
| 2002 | I feel so | Nathan Cox, Tom DeLonge |
| 2002 | There is  | Alexander Kosta         |